# USS Northampton (CA-26)
Lo USS Northampton (hull classification symbol CA-26) fu un incrociatore pesante della United States Navy, prima unità dell'omonima classe ed entrato in servizio nel maggio 1930.
All'entrata degli Stati Uniti d'America nella seconda guerra mondiale nel dicembre 1941, l'incrociatore si trovava dislocato nell'oceano Pacifico e iniziò subito a partecipare alle operazioni belliche contro l'Impero giapponese. Il Northampton fu impegnato in alcuni bombardamenti costieri delle basi giapponesi nelle isole Marshall, ma svolse principalmente funzione di unità di scorta nelle task force di portaerei statunitensi: in questa veste prese parte a diverse azioni belliche, come l'incursione aerea su Tokyo, la battaglia delle Midway e la battaglia delle isole Santa Cruz.
Impegnato contro il traffico navale giapponese nel corso della campagna di Guadalcanal, il Northampton finì affondato nelle prime ore del 1º dicembre 1942 durante la battaglia di Tassafaronga, dopo essere stato colpito da siluri lanciati da un cacciatorpediniere nipponico.

## Storia

### Entrata in servizio

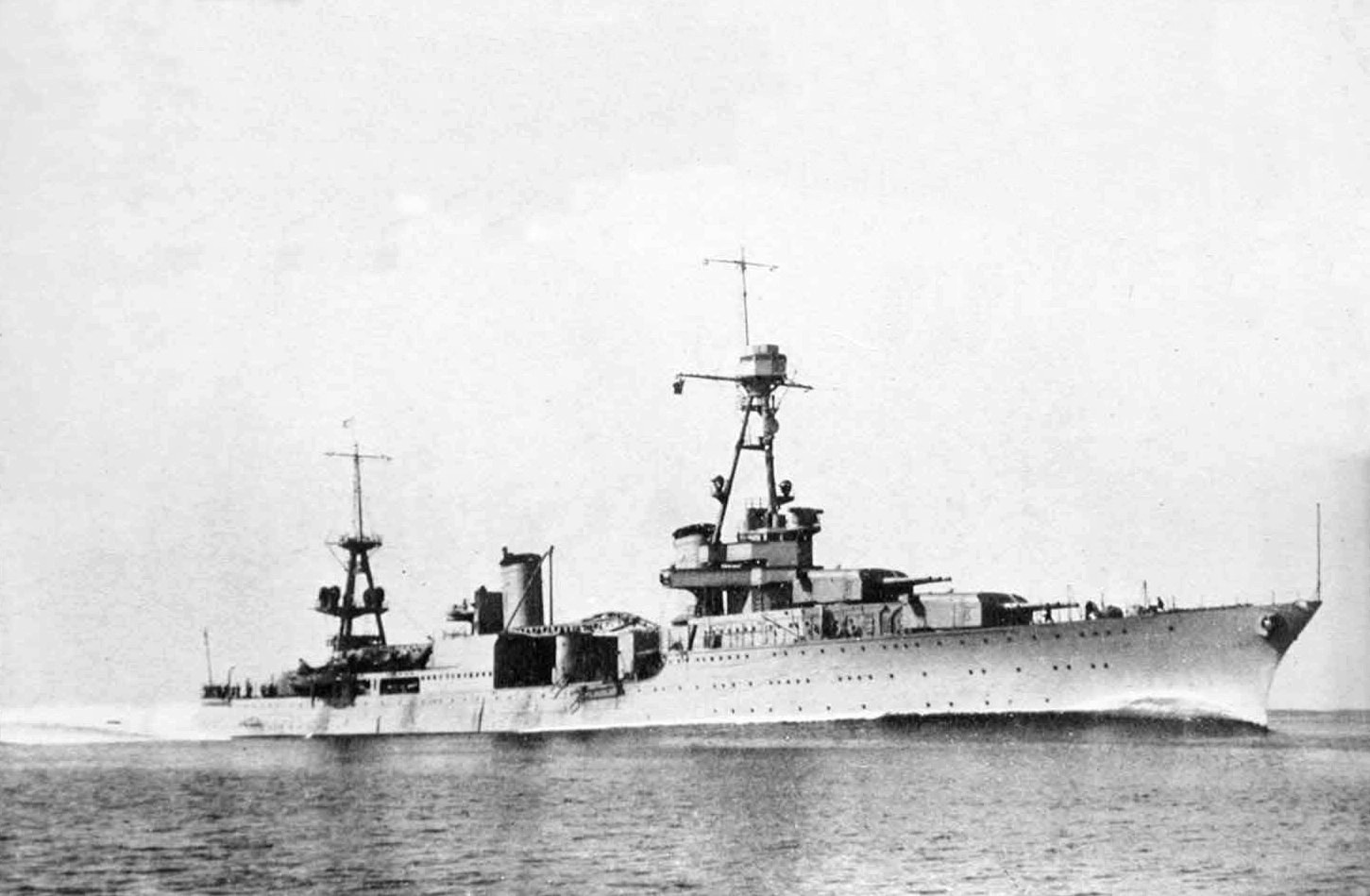
L'incrociatote in navigazione negli anni 1930

Impostata il 12 aprile 1928 nei cantieri della Bethlehem Shipbuilding Corporation di Quincy, la nave venne varata il 5 settembre 1929 con il nome di USS Northampton in onore dell'omonima città del Massachusetts; madrina del varo fu Grace Anna Coolidge, moglie dell'ex presidente degli Stati Uniti Calvin Coolidge. L'unità entrò poi in servizio il 17 maggio 1930.
Assegnato in forza all'Atlantic Fleet, il Northampton salpò per una crociera addestrativa nel mar Mediterraneo nell'estate del 1930, per poi trascorrere gran parte del periodo seguente impegnato in esercitazioni e visite nei porti nella zona dei Caraibi e del canale di Panama; classificato inizialmente come incrociatore leggero dalla US Navy, nel 1931 fu riclassificato come incrociatore pesante in virtù delle disposizioni del recente trattato navale di Londra. Nel 1932 la nave fu spostata in forza alla United States Pacific Fleet, facendo base prima nel porto di San Pedro e poi a Pearl Harbor; nel 1940 divenne nave ammiraglia della Cruiser Division 4, parte delle forze da ricognizione della Pacific Fleet.

### Prime operazioni di guerra

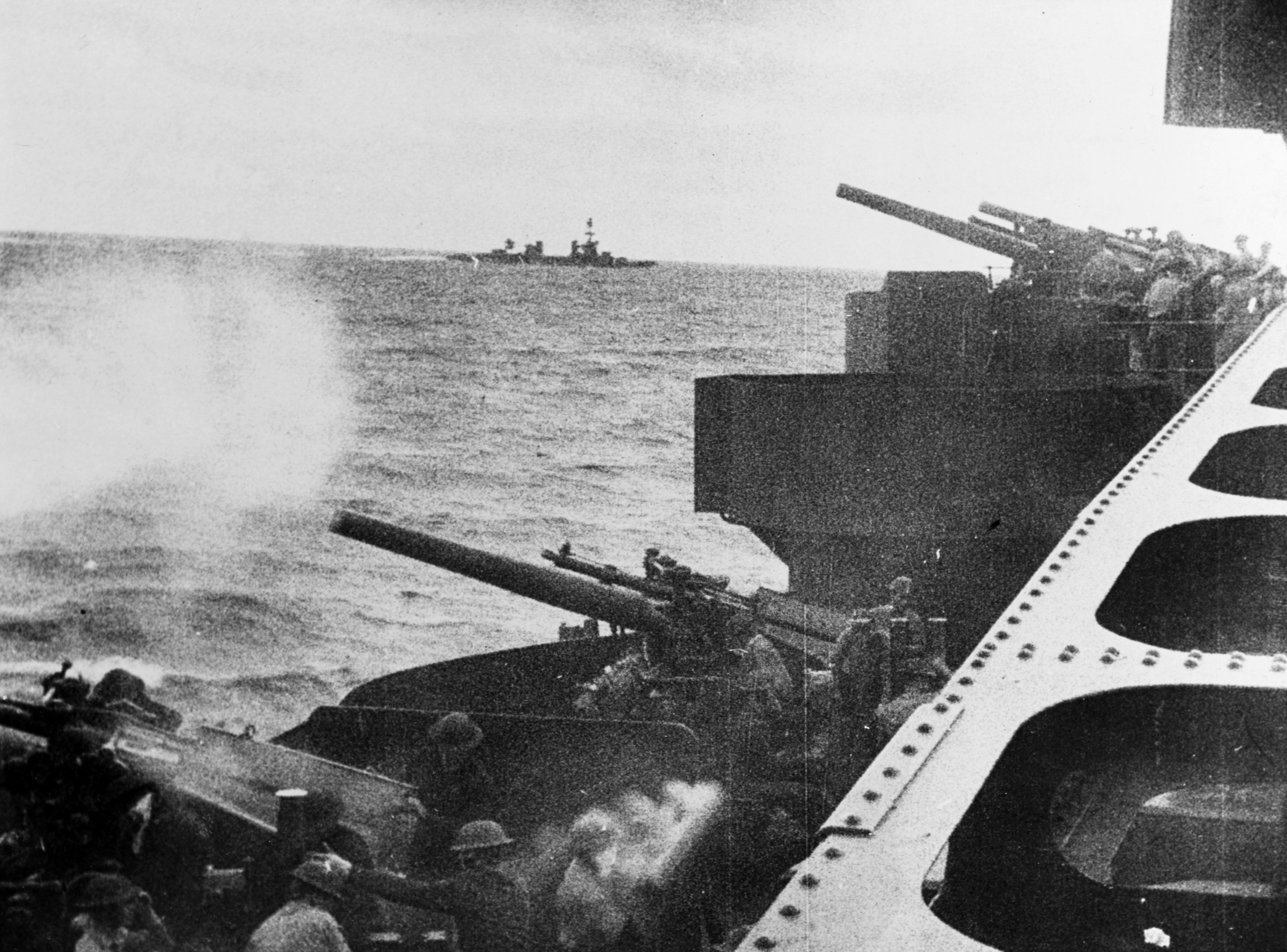
I pezzi da 127 mm del Northampton fanno fuoco sulla base giapponese di Wotje il 1º febbraio 1942

Il 7 dicembre 1941, giorno dell'attacco di Pearl Harbor e dell'entrata in guerra degli Stati Uniti, il Northampton si trovava in mare come unità di scorta della Task Force 8 facente capo alla portaerei USS Enterprise: rientrato a Pearl Harbor il giorno dopo l'attacco, la Task Force 8 pattugliò nei giorni seguenti le acque delle Hawaii, dell'Atollo Johnston e dell'Atollo di Midway, ma senza trovare traccia della flotta giapponese; a metà dicembre salpò di scorta alla Enterprise durante una missione di rifornimento della guarnigione statunitense dell'Isola di Wake, assediata dai giapponesi, ma la missione fu cancellata il 23 dicembre e le unità coinvolte tornarono in porto.
Dopo altre infruttuose missioni di ricognizione nel corso di gennaio 1942, il 1º febbraio il Northampton fu distaccato in coppia con l'incrociatore pesante USS Salt Lake City per bombardare la base giapponese situata sull'atollo di Wotje nelle isole Marshall, distruggendo strutture a terra e affondando due navi da carico nipponiche; una simile missione fu replicata il 24 febbraio contro Wake, ora occupata dai giapponesi: il Northampton bombardò le strutture a terra, subendo ripetuti attacchi da parte dell'artiglieria costiera e dei velivoli nipponici ma senza subire danni.
Il 4 marzo 1942 l'incrociatore fece da scorta alla Enterprise impegnata in un attacco aereo contro le basi giapponesi sull'isola Marcus, mentre in aprile il Northampton fece da schermo alla portaerei durante gli eventi del raid di Doolittle contro Tokyo; l'incrociatore diresse poi per il Pacifico meridionale, ma mancò per pochi giorni la partecipazione alla battaglia del Mar dei Coralli. Rientrato a Pearl Harbor, il Northampton fu assegnato alla forza di scorta della task Force 16 facente capo alla portaerei USS Hornet e, tra il 4 e il 5 giugno, prese parte alla decisiva vittoria statunitense nella battaglia delle Midway contro la flotta giapponese fornendo fuoco contraereo di protezione alla sua formazione; l'unità rientrò quindi intatta a Pearl Harbor il 13 giugno.

### La campagna di Guadalcanal
Alla metà di agosto 1942 il Northampton salpò per il Pacifico meridionale onde prendere parte ai vasti eventi della campagna di Guadalcanal come parte della Task Force 17, facente capo alle portaerei Hornet e USS Wasp; durante un pattugliamento a sud-est dell'isola di San Cristóbal, il Northampton fu presente, il 15 settembre, al siluramento e conseguente affondamento della Wasp ad opera di un sommergibile giapponese. Il 5 ottobre seguente, invece, l'incrociatore fece da scorta alla Hornet impegnata in un'incursione contro le basi giapponesi sull'isola di Bougainville.

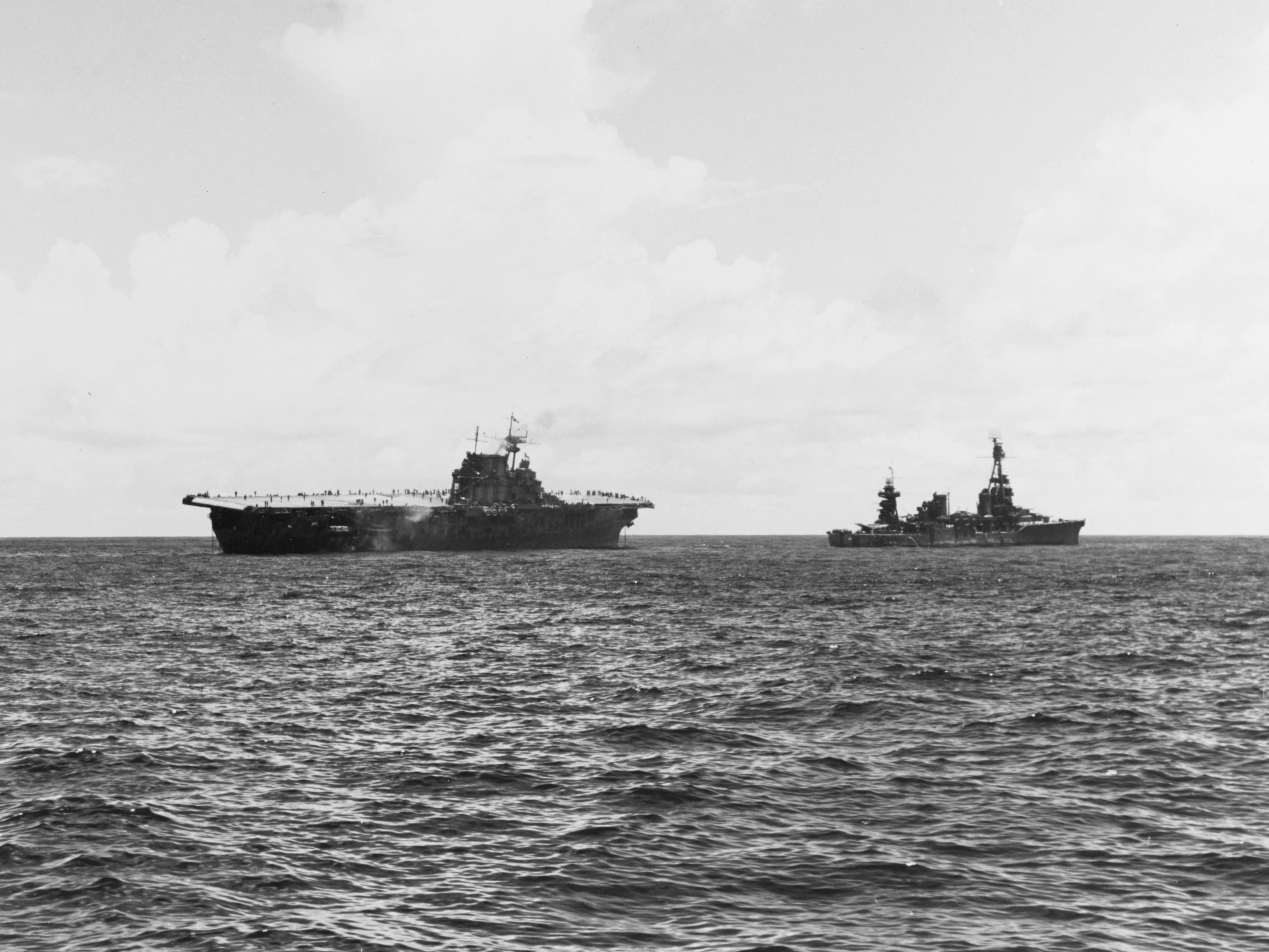
Il Northampton (sulla destra) durante i tentativi di prendere a rimorchio la danneggiata portaerei Hornet (sulla sinistra) il 26 ottobre 1942

Sempre parte del gruppo di scorta della Hornet, il 26 ottobre l'incrociatore prese parte alla battaglia delle isole Santa Cruz contro la flotta giapponese: il fuoco antiaereo del Northampton e delle altre unità di scorta non riuscì a impedire il grave danneggiamento della Hornet a opera dei velivoli delle portaerei nipponiche, e l'incrociatore fu chiamato a prendere a rimorchio la danneggiata e immobilizzata unità statunitense. Il tentativo di trarre in salvo la Hornet era appena all'inizio quando una seconda incursione aerea giapponese colpì gravemente la portaerei, infliggendole danni mortali; il Northampton dovette abbandonare i tentativi di rimorchiare quello che era ormai un relitto in fiamme, e la Hornet affondò poi alcune ore dopo mentre le forze statunitensi si ritiravano dalla zona.
Il Northampton fu riassegnato alla Task Force 16 facente capo alla Enterprise, e tra il 12 e il 15 novembre 1942 fece da scorta alla portaerei durante gli eventi della battaglia navale di Guadalcanal conclusasi con una netta vittoria statunitense.

### L'affondamento
Alla fine di novembre 1942 il Northampton fu assegnato alla Task Force 67 dell'ammiraglio Carleton Wright, una forza di incrociatori impegnata nei tentativi statunitensi volti a contrastare il cosiddetto Tokyo Express, il sistema di rifornimenti navali che sosteneva le truppe giapponesi impegnate sul terreno a Guadalcanal. La forza di Wright salpò quindi la mattina del 30 novembre dalla base di Espiritu Santo, dopo che ricognitori alleati avevano segnalato la partenza di una formazione di cacciatorpediniere giapponesi diretti a Guadalcanal con truppe e rifornimenti.

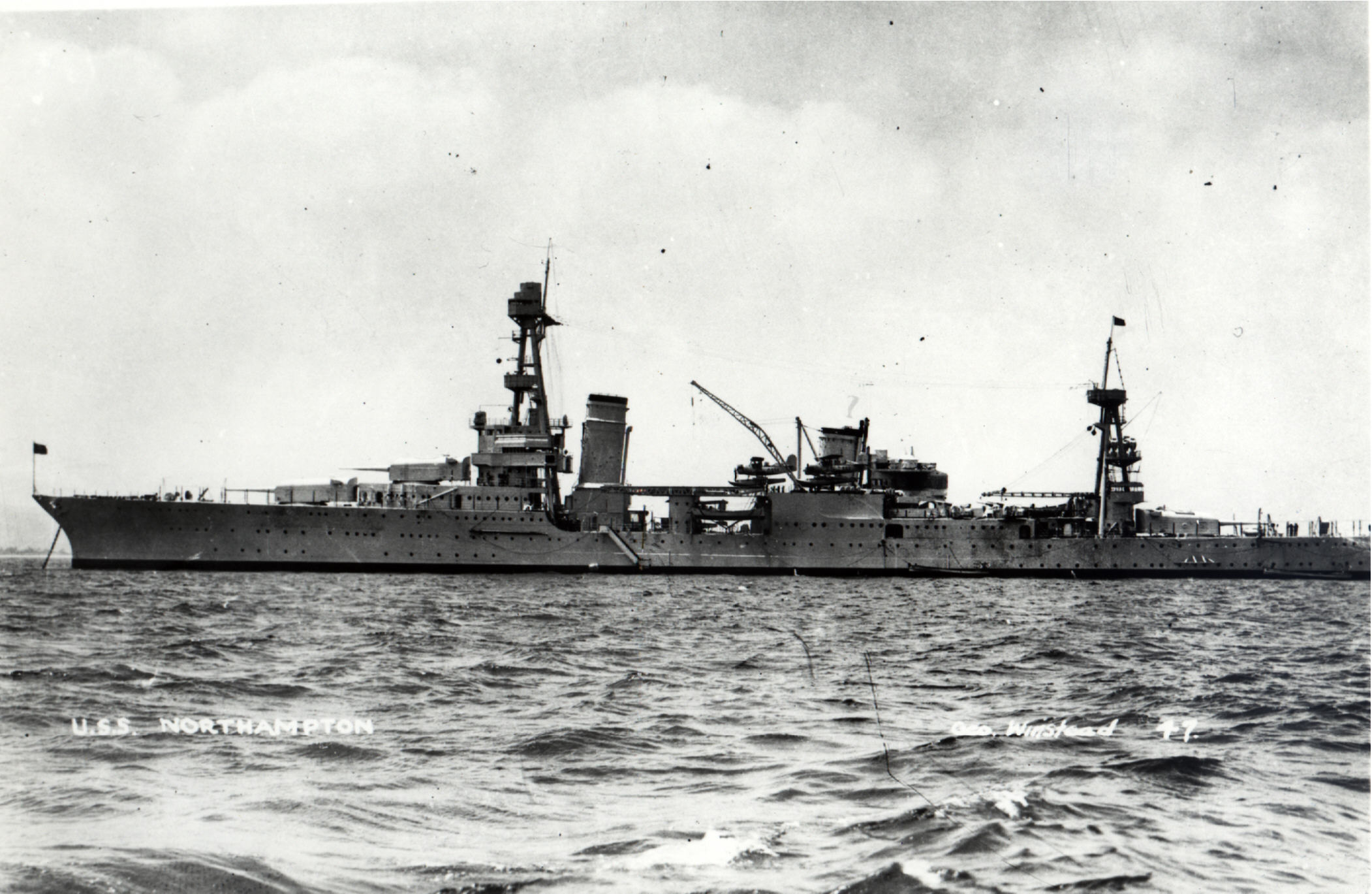
Un'altra veduta dell'incrociatore nel 1941

Le due formazioni entrarono in contatto intorno alle 23:00 del 30 novembre al largo della punta di Tassafaronga lungo la costa settentrionale di Guadalcanal, dando il via alla battaglia di Tassafaronga. Il Northampton occupava l'ultima posizione nella linea di fila assunta dai cinque incrociatori di Wright, e alle 23:21 con il resto della formazione aprì il fuoco sui cacciatorpediniere giapponesi guidato dai segnali radar; i giapponesi risposero lanciando una salva di siluri a lungo raggio Type 93, iniziando ben presto a ottenere centri lungo la linea degli incrociatori statunitensi. Mentre manovrava per evitare lo scafo dell'incrociatore USS Pensacola, colpito dai giapponesi, alle 23:48 il Northampton si ritrovò sulla traiettoria di una salva di otto siluri lanciati dal cacciatorpediniere Oyashio, due dei quali colpirono in pieno l'unità statunitense sulla sinistra: il locale macchine di poppa fu inondato dall'acqua penetrata dalle falle, mentre la forza delle esplosioni strappò via diverse paratie e sparse carburante in fiamme per tutta la poppa, ben presto avvolta da un gigantesco incendio.
La nave si ritrovò immobilizzata, mentre l'acqua penetrata nello scafo causò un progressivo sbandamento che intorno alle 01:45 del 1º dicembre ammontava già a 23°. Il comandante, capitano Willard Augustus Kitts, ordinò quindi l'abbandono della nave, che si svolse con ordine e disciplina: i cacciatorpediniere USS Drayton e USS Fletcher si avvicinarono per prendere a bordo l'equipaggio dell'incrociatore, e 775 uomini furono evacuati con successo. Alle 02:40, con lo sbandamento aumentato a oltre 35°, il comandante Kitts e gli ultimi uomini rimasti a bordo si gettarono in acqua, completando l'evacuazione della nave: in totale, tra l'equipaggio del Northampton si contarono 50 morti e 35 feriti. Lo scafo abbandonato rimase ancora per un po' a galla, per poi sprofondare di poppa intorno alle 03:04 nella posizione 09º 12' S, 159º 50' E.
Il Northampton ricevette sei battle stars per il suo servizio nella seconda guerra mondiale.